# ایبرییس
ایبرییس (به اسپانیایی: Ibrillos) یک شهرستان در اسپانیا است.